# Kabinett La Marmora I
Das Kabinett La Marmora I regierte das Königreich Sardinien-Piemont vom 19. Juli 1859 bis zum 21. Januar 1860. Die Regierung von Ministerpräsident Alfonso La Marmora hatte relativ wenig Einfluss auf die laufende Einigung Italiens, da König Viktor Emanuel II. nach dem Rücktritt des Kabinetts Cavour II diesen politischen Prozess weitgehend selbst steuern wollte. Da ihm das politische Talent Cavours fehlte, wurde dieser mit der Bildung des Kabinetts Cavour III beauftragt.
La Marmora bildete nach der Einigung Italiens zwei weitere Kabinette. Da das Königreich Italien 1861 aus dem Königreich Sardinien hervorging, wurde die Zählung der Kabinette und Legislaturperioden nicht unterbrochen.

## Minister
| Ministerien                       | Name                     |
| --------------------------------- | ------------------------ |
| Ministerpräsident                 | Alfonso La Marmora       |
| Äußeres                           | Giuseppe Dabormida       |
| Inneres                           | Urbano Rattazzi          |
| Justiz und Kirchenangelegenheiten | Vincenzo Maria Miglietti |
| Krieg                             | Alfonso la Marmora       |
| Finanzen                          | Giovanni Battista Oytana |
| Öffentliche Arbeiten              | Pietro Monticelli        |
| Bildung                           | Gabrio Casati            |

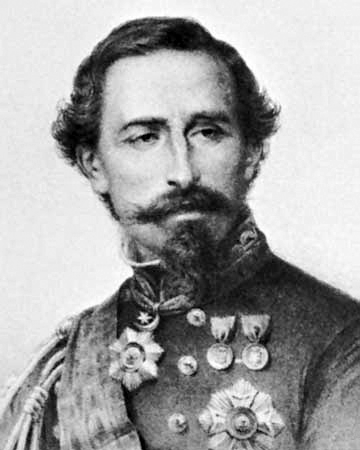
Alfonso La Marmora

Auf Bildungsminister Casati geht ein Gesetz über das öffentliche Unterrichtswesen zurück, auf dessen Grundlage dann das italienische Schulsystem entstand.